# Фотькин, Иван Иванович
Иван Иванович Фотькин (17 августа 1913, дер. Карданга, Олонецкая губерния — март 1984, Вытегорский район, Вологодская область) — командир орудия 853-го артиллерийского полка, старший сержант — на момент представления к награждению орденом Славы 1-й степени.

## Биография
Родился 17 августа 1913 года в деревне Карданга (ныне — Вытегорского района Вологодской области). Работал завхозом в Вознесенском энерголеспромхозе Вытегорского района. В 1935—1937 годах проходил срочную службу в Красной Армии.
В июле 1941 года был вновь призван в армию. Воевал на Карельском, Юго-Западном, 4-м Украинском и 1-м Прибалтийском фронтах. Был артиллеристом. К весне 1943 года старший сержант Фотькин был командиром орудия 853-го артиллерийского полка 263-й стрелковой дивизии. В марте 1943 года награждён медалью «За отвагу». В составе своего полка участвовал в боях за освобождение Южной Украины, Крыма, Прибалтики.
8-11 апреля 1944 года в боях в районе населенного пункта Тюп-Тюбе на южном берегу залива Сиваш старший сержант Фотькин подавил 2 орудия, 3 пулемета и уничтожил свыше 10 солдат и офицеров противника.
Приказом от 10 мая 1944 года старший сержант Фотькин Иван Иванович награждён орденом Славы 3-й степени.
7 мая 1944 года в боях в 7 километрах восточнее города Севастополь старший сержант Фотькин огнём из орудия подавил дот, 3 пулеметные точки, противотанковое орудие и вывел из строя много живой силы.
Приказом от 1 июня 1944 года старший сержант Фотькин Иван Иванович награждён орденом Славы 2-й степени.
16 августа 1944 года при отражении танковой атаки северо-западнее города Шяуляй старший сержант Фотькин вместе с расчетом подбил танк, поразил до отделения противников. Будучи раненным, в течение 4 часов продолжал вести бой.
После боя с тяжелым ранением был направлен госпиталь и на фронт больше не вернулся. Был демобилизован по болезни.
Указом Президиума Верховного Совета СССР от 24 марта 1945 года за образцовое выполнение заданий командования в боях с захватчиками старший сержант Фотькин Иван Иванович награждён орденом Славы 1-й степени. Стал полным кавалером ордена Славы.
Вернулся на родину. Работал мастером в Вытегорском леспромхозе. Умер в марте 1984 года. Похоронен в городе Вытегра.
Награждён орденами Славы 1-й, 2-й и 3-й степени, медалями, в том числе «За отвагу». Почётный гражданин города Вытегра.